# Stylidium kalbarriense
Stylidium kalbarriense este o specie de plante dicotiledonate din genul Stylidium, familia Stylidiaceae, ordinul Asterales, descrisă de A. Lowrie L K.F. Kenneally. Conform Catalogue of Life specia Stylidium kalbarriense nu are subspecii cunoscute.